# Сумеречные охотники
«Су́меречные охо́тники» (англ. Shadowhunters: The Mortal Instruments) — американский фэнтезийный телесериал телеканала Freeform (ранее известного как ABC Family), основанный на книжной серии «Орудия смерти» писательницы Кассандры Клэр. Сериал также является ремейком фильма «Орудия смерти: Город костей» 2013 года. Премьера сериала состоялась 12 января 2016 года. Всего было выпущено три сезона, после чего, в июне 2018 года, сериал был закрыт. Для завершения сюжета в третий сезон были досняты две серии. Последний и заключительный эпизод вышел на экраны 6 мая 2019 года.

## Сюжет
В нашем мире бок о бок с обычными людьми обитает нежить: вампиры, оборотни, маги, фэйри («благие»). С помощью магии они маскируются среди людей, которых именуют «примитивными». Также в соседних мирах обитают ангелы и демоны. Много столетий назад для защиты человеческого мира от агрессивной нежити и демонов неким ангелом был создан клан «сумеречных охотников» — людей с долей ангельской крови, также способных к магии и гораздо более сильных, чем обычные люди. Сообществом сумеречных охотников управляет Конклав. Жизнь охотника подчинена долгу, их воспитывают как охранителей человеческого мира от опасностей и они без колебаний рискуют жизнью ради выполнения своей миссии. В последнее время охотники в основном уничтожают демонов; с нежитью заключено соглашение, согласно которому охотники не должны преследовать нежить, если она соблюдает права обычных людей. Сообщество нежити именует себя Сумеречным миром; несмотря на внутренние разногласия, его объединяет недоверие к охотникам.
Клэри Фрэй до дня своего восемнадцатилетия считала себя обычным человеком. Она увлекалась живописью, дружила с одноклассником Саймоном, была в прекрасных отношениях с матерью и её бойфрендом Люком. Но в этот день мать исчезает при странных обстоятельствах, а Клэри знакомится с сумеречными охотниками и узнаёт, что она, как и её мать — одна из них. Её мир рушится, всё меняется, и в этом изменившемся мире у девушки остаётся одна главная цель: найти и спасти мать, похищенную подручными охотника-отступника Валентина, лидера Круга — организации, поставившей перед собой цель уничтожить Сумеречный мир. Её новыми друзьями становятся молодые сумеречные охотники Джейс, Алек и Изабель, к тому же с ней остаётся влюблённый в неё старый школьный друг Саймон, в силу обстоятельств превратившийся в вампира, и Люк, оказавшийся оборотнем.

## В ролях
= Главная роль в сезоне
     = Второстепенная роль в сезоне
     = Не появляется
| Актёр            | Персонаж        | Появление в сезонах | Появление в сезонах | Появление в сезонах | Появление в сезонах |
| Актёр            | Персонаж        | 1                   | 2                   | 3                   | Эпизоды             |
| ---------------- | --------------- | ------------------- | ------------------- | ------------------- | ------------------- |
| Кэтрин МакНамара | Клэри Фрэй      | 13                  | 20                  | 22                  | 55                  |
| Доминик Шервуд   | Джейс Эрондейл  | 13                  | 20                  | 22                  | 55                  |
| Альберто Розенде | Саймон Льюис    | 13                  | 20                  | 22                  | 55                  |
| Мэттью Даддарио  | Алек Лайтвуд    | 13                  | 20                  | 22                  | 55                  |
| Эмерод Тубия     | Изабель Лайтвуд | 13                  | 20                  | 22                  | 55                  |
| Айзая Мустафа    | Люк Гэрроуэй    | 12                  | 19                  | 21                  | 52                  |
| Гарри Шам мл.    | Магнус Бейн     | 12                  | 19                  | 22                  | 53                  |
| Алиша Вейнрайт   | Майя Робертс    |                     | 13                  | 16                  | 29                  |
| Всего эпизодов   | Всего эпизодов  | 13                  | 20                  | 22                  | 55                  |

### Второстепенный состав
- Алан Ван Спранг — Валентин Моргенштерн
- Максим Рой — Джослин «Фрэй» Фэйрчайлд
- Ванесса Матсуи — Доротея «Дот» Роллинс
- Джон Кор — Ходж Старквэзер
- Дэвид Кастро — Рафаэль Сантьяго
- Джейд Хассун — Мелиорн
- Кэйтлин Либ — Камилла Белькур
- Кристина Кокс — Элен Льюис
- Никола Коррея-Дамуд — Мариза Лайтвуд
- Паулино Нуньес — Роберт Лайтвуд
- Джек Фултон — Макс Лайтвуд
- Холли Дево — Ребекка Льюис
- Стефани Беннет — Лидия Бренвелл
- Рэймонд Аблэк — Радж
- Мими Кузык — Имоджен Эрондейл
- Джоэл Лабелль — Аларик
- Джордан Худьма — Блэквелл
- Шэйлин Гарнетт — Морин
- Стивен Р. Харт — брат Иеремия
- Ник Сагар — Виктор Элдертри
- Уилл Тюдор — Себастьян Верлак / Джонатан Моргенштерн
- Анна Хопкинс — Лилит
- Александра Ордолис — Оливия «Олли» Уилсон
- Тесса Мосси — Хейди Маккензи
- Чаи Хэнсон — Джордан Кайл
- Люк Бейнс — Джонатан Моргенштерн

## Производство
12 октября 2014 года компания Constantin Film подтвердила, что вместо сиквела провального фильма «Орудия смерти: Город костей» мир «Орудий смерти» вернётся на экраны в качестве телесериала с Эдом Дектером в качестве шоураннера. Продюсеры надеются адаптировать всю книжную серию, если шоу окажется успешным среди зрителей.Также было объявлено, что каждый эпизод телесериала будет длиться час и повествование начнётся с начала первой книги «Город костей». Эпизодов в первом сезоне — 13. Телесериал был официально заказан 30 марта 2015 года. В марте 2016 года сериал был продлён на второй сезон. Позже стало известно, что во втором сезоне будет 20 эпизодов. В 2017 году сериал был продлен на третий сезон из 20 серий.
В июне 2018 года Freeform закрыл телесериал после трёх сезонов, однако заказал дополнительные два эпизода, чтобы завершить сюжет; вторая часть третьего сезона начала транслироваться 25 февраля 2019 года, последний и заключительный эпизод вышел 6 мая 2019 года..

### Кастинг
20 апреля 2015 года телеканал ABC объявил, что Доминик Шервуд (Джейс Вейланд) стал первым получившим роль в сериале. 2 мая стало известно что Эмерод Тубия исполнит роль Изабель Лайтвуд, а Альберто Розенде — Саймона Льюиса. 6 мая было объявлено, что бывшая звезда телеканала Disney Channel Кэтрин Макнамара сыграет главную роль Клэри Фрэй. Два дня спустя, 8 мая, Мэттью Даддарио и Айзая Мустафа получили роли Алека Лайтвуда и Люка Гэрроуэя соответственно. Вскоре Алан Ван Спранг был приглашён на второстепенную роль Валентина Моргенштерна, Гарри Шам мл. — Магнуса Бейна, а Максим Рой — Джослин Фрэй.

### Съёмки
25 мая 2015 года в Торонто начались съёмки сериала.

### Музыка
Открывает тему песня «This is the hunt» в исполнении Ruelle.
Первый сезон:
- Ruelle — Monsters (эпизод 1)
- Ruellе — Invincible (эпизод 3)
- Fleurie — Soldier
- Ruelle — Where Do We Go From Here (эпизод 6)
- Ruelle — Storm (эпизод 7)
- Ruelle — War of Hearts (эпизод 12)

Второй сезон:
- Allman Brown — Between the Wars (эпизод 4)
- Faux Tales — Metanoia (эпизод 5)
- Skylar Grey — Straight Shooter (эпизод 5)
- Cloves — Don’t forget about me (эпизод 5)
- Alberto Rosende — Fragile Word (эпизод 13)
- Ruelle — The Other Side (эпизод 14)
- Ruelle — Hold Your Breath (эпизод 14)
- Alberto Rosende — Can`t Let Go (эпизод 17)
- Fleurie — Hurricane (эпизод 20)
- Kathrine McNamara — Ember (эпизод 20)

## Эпизоды
| Сезон | Сезон | Эпизоды | Оригинальная дата показа | Оригинальная дата показа |
| Сезон | Сезон | Эпизоды | Премьера сезона          | Финал сезона             |
| ----- | ----- | ------- | ------------------------ | ------------------------ |
|       | 1     | 13      | 12 января 2016           | 5 апреля 2016            |
|       | 2     | 20      | 2 января 2017            | 14 августа 2017          |
|       | 3     | 22      | 20 марта 2018            | 6 мая 2019               |